# Imogen Cunningham
Imogen Cunningham (12. april 1883 – 23. juni 1976) var en amerikansk fotograf kendt for sine botaniske billeder, nøgenbilleder og industrielle landskaber. Cunningham var medlem af den californiske Group f/64, kendt for deres dedikation til skarpt fokuserede gengivelser af enkle ting.

## Early life
Cunningham blev født i Portland, Oregon som datter af Isaac Burns Cunningham og Susan Elizabeth Cunningham (født Johnson).. Cunningham var det femte af 10 børn.
Hun voksede op i Seattle, Washington. I 1901, da hun var 18 år gammel, købte hun sit første kamera, et 4" × 5" storformat kamera. Men hun mistede hurtigt interessen igen og solgte det til en ven.
Først i 1906, da hun gik på University of Washington i Seattle, blev hun inspireret til at begynde at fotografere igen, da hun opdagede Gertrude Käsebier. Med hjælp fra sin kemilærer, begyndte hun at studere kemien bag fotografiet og kunne snart finansiere sine studier ved at fotografere planter for det botaniske institut på universitetet.
I 1907 forlod Cunningham University of Washington med en eksamen i kemi. Hendes afhandling hed “Modern Processes of Photography”.

## Karriere
Efter universitetet begyndte Cunningham at arbejde for fotografen Edward S. Curtis i Seattle, hvor hun lærte om portrætfotografering og praktisk fotografi.

### Tyskland
In 1909 vandt hun et legat til at studere i udlandet fra sit gamle universitet. Det brugte hun til at rejse til Tyskland for at studere hos professor Robert Luther på Dresdens tekniske højskole. I maj 2010 afsluttede hun studierne med afhandlingen "About the Direct Development of Platinum Paper for Brown Tones", hvori hun beskrev den proces, hun benyttede til at øge print hastigheden, forbedre klarheden og frembringe sepia nuancer i det færdige fotografi. 
På vej hjem til Seattle mødte hun  Alvin Langdon Coburn i London, og Alfred Stieglitz og Gertrude Käsebier i New York.

### Seattle
I Seattle, åbnede Cunningham et fotostudie og høstede ros for sine portrætarbejder. De fleste af hendes værker fra denne periode er portrætter fotograferet i de portrættederes egne hjem, i hendes egen stue eller i skovene rundt om. Hun blev en kendt fotograf og udstillede første gang på Brooklyn Institute of Arts and Sciences i 1913.
I 1914 blev Cunninghams portrætter vist ved An International Exhibition of Pictorial Photography i New York. Wilson's Photographic Magazine bragte en serie af hendes arbejder.
Året efter giftede hun sig med Roi Partridge, en lærer og kunstner. Han poserede for en serie af nøgenfotos, som blev vist på the Seattle Fine Arts Society. Selvom de blev rost af kritikerne vendte Cunningham ikke tilbage til den form for fotografi de næste 55 år. Mellem 1915 og 1920, fortsatte hun sit arbejde og fik tre børn (Gryffyd og tvillingerne Rondal, som også blev fotograf og Padraic) med Partridge. Rondals datter Meg Partridge har katalogiseret Cunninghams arbejde og endvidere lavet en dokumentarfilmen Portrait of Imogen om sin farmor.

### Californien
I 1920 flyttede familien til San Francisco, hvor Partridge underviste på Mills College.
Cunningham raffinerede sin stil og blev mere og mere interesseret i mønstre og detaljer og genoptog sin tidligere interesse i botanisk fotografi, særligt blomster. Mellem 1923 og 1925 gennemfotograferede hun Magnolia blomsten. Senere vendte hun sig mod industrielle landskaber i Los Angeles og Oakland.
In 1929 nominerede Edward Weston 10 af Cunninghams billeder (8 botaniske, et industrielt og et nøgenbillede) til inklusion i udstillingen "Film und Foto", og det var her, at hendes berømte Two Callas, første gang blev udstillet.
Igen vendte Cunningham sig mod nye horisonter og interesserede sig nu for det menneskelige, især hænder, og hun var særligt optaget af kunstnere og musikeres hænder. Denne interesse førte til arbejde for Vanity Fair, for hvem hun fotograferede Hollywood-stjerner uden makeup.
Fra 1940 boede Cunningham i Oakland, Californien, men vedblev med at have studie i San Francisco. Hun fortsatte med at fotografere, indtil kort før sin død, 93 år gammel, i 1976 i San Francisco.

#### Group f/64
I 1932 var Cunningham med til at grundlægge fotogruppen  Group f/64, som var opkaldt efter et storformat kameras mindst mulige blændeåbning. Gruppen bestod af Ansel Adams, Imogen Cunningham, John Paul Edwards, Sonya Noskowiak, Henry Swift, Willard Van Dyke og Edward Weston.
For at imødegå økonomiske vanskeligheder og kunstneriske ambitioner besluttede gruppen at lave en udstilling. Dette løst forbundne kollektiv udstillede kun sammen en enkelt gang, i 1932, på De Young museum i San Francisco. De udgav et manifest i forbindelse med udstillingen.

#### Vanity Fair
I 1934 blev Cunningham inviteret til New York for at udføre arbejde for Vanity Fair. Hendes mand ønskede, at hun ventede, indtil han kunne rejse med hende, men det afslog hun. De blev skilt samme år. Hun fortsatte med at fotografere for Vanity Fair indtil bladet gik ind i 1936.

### Dokumentarfotografi
I 1940'erne kastede Cunningham sig over dokumentarfotografiet, samtidig med at hun stadig forsørgede sig selv ved portrætfotografi og kommerciel fotografering. I 1945 blev hun inviteret af Ansel Adams til at blive medlem af lærerfakultetet på California School of Fine Arts' fotoafdeling. Dorothea Lange og Minor White blev også lærere der.

### Danmark
i 2016, fra 22. januar - 10. april afholdt Gl. Holtegaard en retrospektiv udstilling om Imogen Cunningham, kaldet Utilsløret.

## Æresbevisninger
- 1967: Fellow of the American Academy of Arts and Sciences[11]
- 1968: Honorary Doctorate of Fine Arts degree from the California College of Arts and Crafts in Oakland[12]
- 1970: Guggenheim fellowship in Creative Arts for Photography[13]
- [Ukendt år]: Dorothea Lange Award - første modtager
- 2004: Hall of Fame Inductee, International Photography Hall of Fame and Museum[14]

## Arbejder og publikationer

### Bøger
kronologisk efter udgivelsesdato 
- Cunningham, Imogen. Modern Processes of Photography. Thesis, University of Washington, 1907. OCLC 12295089
- Cunningham, Imogen, and Richard Lorenz. Imogen Cunningham: Portraiture. Boston: Little, Brown and Co, 1997. ISBN 978-0-8212-2437-3 OCLC 38157997
- Cunningham, Imogen, and Richard Lorenz. Imogen Cunningham: On the Body. Boston: Bullfinch Press, 1998. ISBN 978-0-8212-2438-0 OCLC 40220514
- Cunningham, Imogen, Richard Lorenz, and Manfred Heiting. Imogen Cunningham, 1883-1976. Köln: Taschen, 2001. ISBN 978-3-8228-7182-9 OCLC 47892628
- Cunningham, Imogen, and Richard Lorenz. Imogen Cunningham: Flora. 2001. ISBN 978-0-8212-2731-2 OCLC 47784515
- Cunningham, Imogen, Meg Partridge, John Wood, Elizabeth Partridge, Rondal Partridge, John Marcy, Pam Clark, and Crissy Welzen. Imogen Cunningham: Platinum and Palladium. South Dennis, Mass.: 21st Editions, Steven Albahari, 2012. OCLC 855783549[15]
- Cunningham, Imogen, William Morris, John Wood, Pam Clark, Crissy Welzen, Sam Klimek, Arthur Larson, Sarah Creighton, and Steven Albahari. Imogen Cunningham: Symbolist ; with Poetry and Prose by William Morris. South Dennis, Mass.: 21st Editions, Steven Albahari, 2013. OCLC 868338137[16]

### Udstillingskataloger
kronologisk efter udstillingsdato 
- Cunningham, Imogen. Imogen Cunningham: Photographs 1921-1967. Stanford, Calif.: Leland Stanford Junior University, 1967. OCLC 2944896
  - Exhibition held 31 March to 23 April 1967, Stanford Art Gallery, Leland Stanford Junior University.
- Massar, Phyllis Dearborn, and Imogen Cunningham. Photographs by Imogen Cunningham. New York, N.Y.: Metropolitan Museum of Art, 1973. OCLC 23797397
  - Catalog of an exhibition held on the balcony of the Blumenthal Patio, Metropolitan Museum of Art, New York, Apr. 24-July 2, 1973.
  - Photographs by Imogen Cunningham. at the Metropolitan Museum of Art
- Cunningham, Imogen, and Margery Mann. Imogen!: Imogen Cunningham Photographs, 1910-1973. 1974. ISBN 978-0-295-95332-8 OCLC 828338
  - Published in connection with an exhibition shown at the Henry Art Gallery, University of Washington, March 23-April 21, 1974
- Cunningham, Imogen, and Richard Lorenz. Imogen Cunningham: Frontiers : Photographs 1906-1976. Berkeley, Calif: The Trust, 1978. OCLC 20410345
  - An exhibition organized by the Imogen Cunningham Trust in 1978 ; essay by Richard Lorenz.
- Cunningham, Imogen. The Photography of Imogen Cunningham: A Centennial Selection. New York, N.Y.: The Museum, 1985. OCLC 84612868
  - Centennial celebration at Whitney Museum of American Art at Philip Morris, December 13, 1985 – January 30, 1986.
- Cunningham, Imogen, and Richard Lorenz. Imogen Cunningham: MEJE fotografieje 1906-1976. Ljubljana: Moderna Galerija, 1987. OCLC 123406725
  - Exhibition "Imogen Cunningham" held at the Moderna Galerija, Ljubljana, March 10–31, 1987. In Slovenian.
- Cunningham, Imogen, and Richard Lorenz. Imogen Cunningham: frontiers : fotografie 1906-1976. Roma: U.S.I.S., 1987. OCLC 35835030
  - Exhibition held at Villa Croce, Genova, Oct. 28-Nov. 22, 1987.
- Cunningham, Imogen, and Richard Lorenz. Imogen Cunningham: fronteras, fotografías, 1906-1976. [Madrid]: [Círculo de Bellas Artes], 1988. OCLC 45036528
  - Círculo de Bellas Artes, Madrid, 26 de enero al 28 de febrero de 1988. Exposición organizada por the Imogen Cunningham Trust, Berkeley, California, Círculo de Bellas Artes, Embajada de los Estados Unidos ; ensayo de R. Lorenz.
- Heyman, Therese Thau, Mary Street Alinder, and Naomi Rosenblum. Seeing Straight: The F.64 Revolution in Photography. Oakland, Calif: Oakland Museum, 1992. ISBN 978-0-295-97219-0 OCLC 26907957
  - Published to coincide with a major traveling exhibition, organized by the Oakland Museum in 1992, which re-creates the original 1932 exhibition by Group f.64.
- Cunningham, Imogen. Imogen Cunningham: die Poesie der Form. Schaffhausen: Edition Stemmle, 1993. ISBN 978-3-905514-07-0 OCLC 29687447
  - Catalog of an exhibition held August 28 through October 3, 1993 at the Fotografie Forum Frankfurt. German and English.
- San Francisco Camerawork, and Alliance français de San Francisco. Imogen Cunningham: Paris in the Sixties = Imogen Cunningham : Paris Dans Les Années Soixante. San Francisco: Alliance français de San Francisco, 1993. OCLC 80832977
  - Catalogue of a traveling exhibition held in San Francisco, Oct. 14-Nov. 10, 1993, organized by San Francisco Camerawork and the Alliance français de San Francisco. English and French. Venues in the United States: Denver, Atlanta, and Boston ; venues in France: Arles, Paris.
- Cunningham, Imogen, and Richard Lorenz. Imogen Cunningham: A Retrospective Exhibition, September 15-November 4, 1995, Howard Greenberg Gallery. New York (120 Wooster St. 10012): Howard Greenberg Gallery, 1995. OCLC 60806856
  - Exhibition held Sept. 15 - Nov. 4, 1995. Organized by Richard Lorenz in association with the Imogen Cunningham Trust.
- Cunningham, Imogen. Imogen Cunningham: Vintage Photographs 1910-1973. New York: John Stevenson Gallery, 2006. OCLC 74329609
  - Exhibition catalog: September 2006. Includes CD-ROM.
- Cunningham, Imogen. Imogen Cunningham. Santa Barbara CA: East West Gallery, 2007. OCLC 417028856
  - Catalog of an exhibition titled "Paired: Imogen Cunningham and Rondal Partridge, featuring works by Horace Bristol", held at East West Gallery, Santa Barbara, Oct. 5, 2007 to Jan. 5, 2008.
- Cunningham, Imogen, and Mónica Fuentes Santos. Imogen Cunningham. 2012. ISBN 978-1-938922-06-0 OCLC 827930432
  - Published in conjunction with an exhibition held at Fundación MAPFRE, Madrid, Spain, September 2012-January 2013, and Kulturhuset, Stockholm, May–September 2013

### Film og videoer
- Padula, Fred. Two Photographers: Wynn Bullock and Imogen Cunningham. Fred Padula, 1967. OCLC 22168652
- Korty, John. Imogen Cunningham, Photographer. John Korty, 1972. OCLC 5550648
- Cunningham, Imogen, Ann Hershey, and Shera Thompson. Never give up--Imogen Cunningham. New Brunswick, NJ: Phoenix/BFA Films & Video, 1975. OCLC 13289877
  - Interview og selvbiografisk studie af Imogen Cunningham og hendes fotografiske arbejder over 70 år.
- Cunningham, Imogen. Imogen Cunningham at 93. New York: Carousel Films, 1976. Producer, CBS News. OCLC 41486099
- Cunningham, Imogen, and Meg Partridge. Portrait of Imogen[17]. Valley Ford, CA: Distributed by Pacific Pictures, 1987. OCLC 24305007
  - Imogen Cunningham præsenterer mere end 250 af sine egne fotografier under en række uformelle interviews, foretaget da Cunningham var sidst i 80'erne.